# Gyagar
Der Gyagar ist ein 6400 m hoher Berg im indischen Bundesstaat Himachal Pradesh im Westhimalaya.
Der Berg liegt im Osten von Spiti im Distrikt Lahaul und Spiti. Er befindet sich in einer Bergkette, die im Süden vom Lingti, einem linken Nebenfluss des Spiti, sowie im Norden von dessen Nebenfluss Chaksachan Lungpa umflossen wird. 
Der Gyagar wurde am 1. Juli 1989 von einer indischen Expedition (Dhiren Pania, Ramkrishna Rao, Dolphy D’Mello, Vasant Dalvi, Shridhar Vaishampayam, Tikamram Thakur und Jagdish Thakur) über den Südgrat erstbestiegen.